# Bohumil Jílek
Bohumil Jílek (Deštná, Imperio Austrohúngaro, 17 de octubre de 1892 - Nueva York, Estados Unidos, 3 de agosto de 1963) fue un político y periodista checoslovaco. Fue Secretario general del Partido Comunista de Checoslovaquia de 1925 a 1929. 
Después de haber sido depuesto por Klement Gottwald, formó un grupo parlamentario llamado Partido Comunista de Checoslovaquia (Leninistas).
Anteriormente él trabajaba como periodista. Después de 1948 se trasladó a Francia y más tarde a Estados Unidos. Su padres fueron Jan Jílek, un policía local, y Františka née Vosolová.